# Le Zénob

Logo du Café bar littéraire Le Zénob.

Le Zénob est un café-bar littéraire à Trois-Rivières et annuellement le quartier général du Festival international de la poésie.  Durant le reste de l'année, on y présente des spectacles musicaux, des lectures de poésie, ou des performances théâtrales et multidisciplinaires. L'un des plus vieux bars de Trois-Rivières, le Zénob est situé au sous-sol d'une maison ancestrale dans un quartier historique du centre-ville (vieux Trois-Rivières). 
Haut lieu de la vie intellectuelle et culturelle à Trois-Rivières, de nombreux artistes et intellectuels y ont leurs habitudes et sont associés de près à la mouvance littéraire et culturelle qui s'est créée autour du Zénob.

## Historique
Le Zénob a été fondé en 1984 par Jean Lafrenière, Nicole Jean et Jean-Pierre Hamelin. Il prenait la relève du Café L'Octave et de la Galerie Hébert-Gaudreault.
Le Zénob a contribué par son activité à l'épanouissement d'une vie littéraire et intellectuelle régionale originale, ainsi qu'au rayonnement national et international. Il est devenu un lieu emblématique, où se sont rencontrés de très nombreux artistes, écrivains et penseurs québécois et étrangers qui ont rencontré dans leurs échanges un public de plus en plus nombreux. Le Zénob s'est ainsi imposé comme un lieu culturel dynamique et ouvert de l'Amérique française d'aujourd'hui.
Guy Marchamps se permet de résumer l'histoire du Zénob en ces termes (2007:62) :
« Jean Lafrenière a été tenancier de bars et pas de n'importe lequel: le café-bar Zénob de Trois-Rivières qu'il a fondé avec ses amis et qui est devenu un haut lieu de la poésie au Québec. Qui n'a pas assisté à de folles et belles fins de soirées au Zénob lors du Festival International de la poésie ne peut imaginer à quel point la poésie peut être profonde et festive en même temps. Nous serions surpris de répertorier le nombre de fois qu'apparaît le nom Zénob dans les textes des poètes du monde entier. Ce lieu exceptionnel, Jean Lafrenière en a été l'âme. »
L'histoire du Zénob est marquée notamment par son association avec la troupe du Théatre de Face (1976-1993) dont étaient issus ses fondateurs. Des maisons d'éditions comme les Écrits des Forges et les Éditions d'art Le Sabord ont l'habitude d'y célébrer le lancement de leurs livres. Des expositions d'art mensuelles y sont organisées par un comité de sélection présidé par Gilles Devault.
Fermé brièvement pendant la Pandémie de COVID-19, le Zénob a rouvert ses portes avec une intendance remaniée, le 28 avril 2022.

## Personnalités liées à vie du Zénob
- José Acquelin, poète
- Robert Aubin, député de Trois-Rivières et membre de l'ensemble vocal Trois-Quatre
- Jamil Azzaoui, chanteur
- Tahar Bekri, poète
- Gaston Bellemare, président et cofondateur du Festival international de la poésie de Trois-Rivières
- Isabelle Blais, comédienne
- Yves Boisvert, poète
- Réjean Bonenfant, écrivain
- Denise Boucher, écrivaine et poète
- Jérémie Bourgault Bouthillier, philosophe
- Marie Brassard, actrice
- Jocelyn Carignan, écrivain
- Jean Chamberland, photographe
- Denis Charland, artiste multidisciplinaire, éditeur et directeur artistique des Éditions d'art Le Sabord
- Michel Châteauneuf, écrivain
- Judith Cowan, écrivaine
- Jean-Paul Daoust, poète

- Joël Des Rosiers, poète

Festival international de la poésie de Trois-Rivières

- Gilles Devault, poète, metteur en scène, comédien et directeur du Théâtre de Face (1976-1993)
- André Doms, poète
- Frédérick Durand, écrivain
- David Ede, islamologue
- Lucia Ferretti, historienne
- Pierre Foglia, journaliste
- Jean-Marc Gaudreault, artiste-peintre
- Ian Guay, philosophe et philanthrope
- Jean-Pierre Hamelin, artiste-peintre
- Renée Houle, comédienne
- Louis Jacob (poète)
- Monique Juteau, poète et romancière
- Carl Lacharité, poète
- Louis Lafontaine, auteur-compositeur
- Jean Lafrenière, poète
- Yvon Linteau, monologuiste, metteur en scène et comédien
- Robert J Mailhot, poète et chirurgien
- Clément Marchand, écrivain
- Véronique Marcotte, écrivaine
- Dom Miceli, neuropsychologue
- Gaston Miron, poète
- Guy Marchamps, poète et animateur littéraire
- Luc Ostiguy, linguiste
- Alphonse Pichet, poète
- Bernard Pozier, poète et directeur littéraire des Écrits des Forges
- Stelio Sole, artiste-peintre
- Marie-Hélène Thibault, actrice
- Fabiola Toupin, chanteuse
- Sylvie Tremblay, chanteuse
- Manu Trudel, auteur-compositeur-interprète
- Henri Wittmann, linguiste et syndicaliste